# Aimee Graham
Aimee Lynn Graham (* 20. September 1971 in Milwaukee, Wisconsin) ist eine US-amerikanische Schauspielerin und die jüngere Schwester von Heather Graham.

## Leben
Sie ist die Tochter von Joan Claire Graham, einer Lehrerin und bekannten Kinderbuchautorin, und James Graham, eines FBI-Agenten im Ruhestand. Sie wuchs in einem streng katholischen Haushalt auf. Wie ihre ältere Schwester Heather besuchte sie die Agoura High School in Agoura Hills, Los Angeles County, Kalifornien, die sie 1989 abschloss. Sie spielte in vielen Kinofilmen mit wie 100 Girls, Jackie Brown, Fellowship of the Dice, in denen sie die Hauptrolle übernahm, und in Fernsehserien wie CSI: Den Tätern auf der Spur. Im Jahr 2000 war sie in einer Nebenrolle in der Filmparodie Shriek – Schrei, wenn du weißt, was ich letzten Freitag, den 13. getan habe zu sehen. 2004 übernahm sie die Rolle der Cynthia im Film Until the Night, 2005 die Rolle der Elizabeth im Film Fellowship of the Dice und 2008 die Rolle der Polly im Film Japan. Außerdem verkörperte sie 2006 und 2007 in mehreren Folgen der Fernsehserie CSI: Vegas Kelly Gordon.

## Filmografie (Auswahl)
- 1991: Palm Beach-Duo (Silk Stalkings, Fernsehserie, eine Folge)
- 1992: Wunderbare Jahre (The Wonder Years, Fernsehserie, eine Folge)
- 1993: Amos & Andrew – Zwei fast perfekte Chaoten (Amos & Andrew)
- 1996: From Dusk Till Dawn
- 1996: Ein Hauch von Himmel (Touched By An Angel, Fernsehserie, eine Folge)
- 1997: Perdita Durango
- 1997: Jackie Brown
- 1998: Practice – Die Anwälte (The Practice, Fernsehserie, eine Folge)
- 1998: Emergency Room – Die Notaufnahme (ER, Fernsehserie, eine Folge)
- 1999: Brokedown Palace
- 2000: Timecode
- 2000: Eins, zwei, Pie – Wer die Wahl hat, hat die Qual (100 Girls)
- 2000: Shriek – Schrei, wenn du weißt, was ich letzten Freitag, den 13. getan habe (Shriek If You Know What I Did Last Friday the Thirteenth)
- 2002: Nightstalker – Die Bestie von L.A. (Nightstalker)
- 2003: Alien Jäger – Mysterium in der Antarktis (Alien Hunter)
- 2005: Crossing Jordan – Pathologin mit Profil (Crossing Jordan, Fernsehserie, eine Folge)
- 2005: Fellowship of the Dice
- 2006–2007: CSI: Den Tätern auf der Spur (CSI: Crime Scene Investigation, Fernsehserie, drei Folgen)
- 2008: Japan
- 2011: The Family Down the Lane (Kurzfilm)
- 2017: Five Minutes (Kurzfilm)
- 2019: The Untold Story